# Campeonato Europeo de Atletismo en Pista Cubierta de 1973

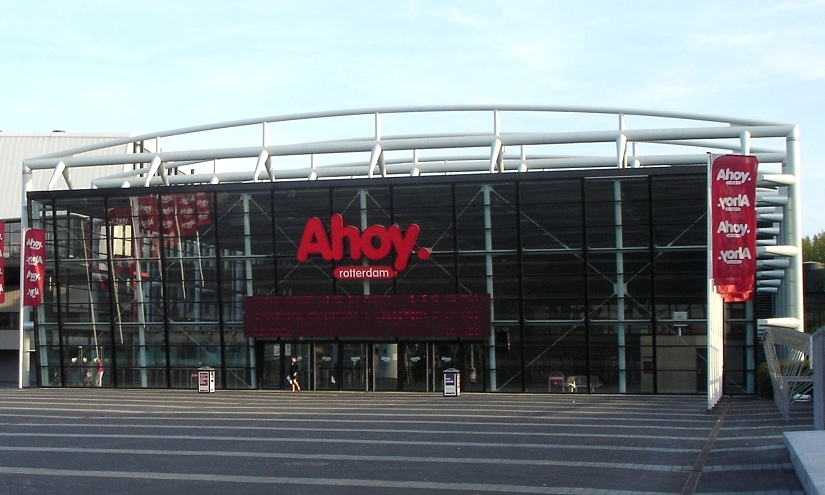
El Ahoy Arena de Róterdam

El IV Campeonato Europeo de Atletismo en Pista Cubierta se celebró en Róterdam (Países Bajos) entre el 10 y el 11 de marzo de 1973 bajo la organización de la Asociación Europea de Atletismo (AEA) y la Federación Neerlandesa de Atletismo.
Las competiciones se llevaron a cabo en el pabellón Ahoy de la ciudad neerlandesa. Participaron 307 atletas de 24 federaciones nacionales afiliadas a la AEA.

## Resultados

### Masculino
| Evento                    | Oro                                                                                            | Plata                                                                          | Bronce                                                                                 |
| ------------------------- | ---------------------------------------------------------------------------------------------- | ------------------------------------------------------------------------------ | -------------------------------------------------------------------------------------- |
| 60 m (10.03)              | Zenon Nowosz · Polonia · 6,64 s                                                                | Manfred Kokot República Democrática Alemana 6,66 s                             | Raimo Vilén · Finlandia · 6,71 s                                                       |
| 400 m (11.03)             | Luciano Sušanj Yugoslavia 46,38                                                                | Benno Stops República Democrática Alemana 47,31                                | Dariusz Podobas · Polonia · 47,40                                                      |
| 800 m (11.03)             | Francis González Francia 1:49,17                                                               | Gerhard Stolle República Democrática Alemana 1:49,32                           | Jozef Plachý Checoslovaquia 1:49,50                                                    |
| 1500 m (11.03)            | Henryk Szordykowski · Polonia · 3:43,01                                                        | Herman Mignon · Bélgica · 3:43,16                                              | Klaus-Peter Justus República Democrática Alemana 3:43,36                               |
| 3000 m (11.03)            | Émile Puttemans · Bélgica · 7:44,51                                                            | Willy Polleunis · Bélgica · 7:5186                                             | Pekka Päivärinta · Finlandia · 7:52,97                                                 |
| 60 m vallas (11.03)       | Frank Siebeck República Democrática Alemana 7,71                                               | Adam Galant · Polonia · 7,76                                                   | Thomas Munkelt República Democrática Alemana 7,81                                      |
| Salto de altura (11.03)   | István Major · Hungría · 2,20 m                                                                | Jiří Palkovský Checoslovaquia 2,20 m                                           | Vasílios Papadimitriou · Grecia · 2,17 m                                               |
| Salto con pértiga (10.03) | Renato Dionisi · Italia · 5,40                                                                 | Hans-Jürgen Ziegler Alemania Occidental 5,35                                   | Jean-Michel Bellot Francia 5,30                                                        |
| Salto de longitud (10.03) | Hans Baumgartner Alemania Occidental 7,85                                                      | Max Klauss República Democrática Alemana 7,83                                  | Grzegorz Cybulski · Polonia · 7,81                                                     |
| Salto triple (10.03)      | Carol Corbu · Rumania · 16,80                                                                  | Michał Joachimowski · Polonia · 16,75                                          | Mijaíl Bariban Unión Soviética 16,38                                                   |
| Peso (11.03)              | Jaroslav Brabec Checoslovaquia 20,29                                                           | Gerd Lochmann República Democrática Alemana 20,12                              | Jaromír Vlk Checoslovaquia 19,68                                                       |
| 4 x 2 vueltas (10.03)     | Francia 2:46,00 Lucien Sainte Rose Patrick Salvador Francis Kerbiriou Lionel Malingre          | Alemania Occidental 2:46,42 Falko Geiger Karl Honz Ulrich Reich Hermann Köhler | —                                                                                      |
| 4 x 4 vueltas (11.03)     | Alemania Occidental 6:21,58 Reinhold Soyka Josef Schmid Thomas Wessinghage Paul-Heinz Wellmann | Checoslovaquia 6:21,60 Ivan Kovac Józef Samborsky Jozef Plachý Ján Sisovsky    | Polonia · 6:26,95 · Krzysztof Linkowski · Lesław Zając · Czesław Jursza · Henryk Sapko |

### Femenino
| Evento                    | Oro                                                                                        | Plata                                                                                  | Bronce                                                                                          |
| ------------------------- | ------------------------------------------------------------------------------------------ | -------------------------------------------------------------------------------------- | ----------------------------------------------------------------------------------------------- |
| 60 m (11.03)              | Annegret Richter Alemania Occidental 7,27 s                                                | Petra Kandarr República Democrática Alemana 7,29 s                                     | Sylviane Telliez Francia 7,32 s                                                                 |
| 400 m (11.03)             | Verona Bernard Reino Unido 53,04                                                           | Waltraud Dietsch República Democrática Alemana 53,35                                   | Renate Siebach República Democrática Alemana 53,49                                              |
| 800 m (11.03)             | Stefka Yordanova Bulgaria 2:02,65                                                          | Elfi Rost República Democrática Alemana 2:02,86                                        | Elżbieta Skowrońska · Polonia · 2:02,90                                                         |
| 1500 m (11.03)            | Ellen Tittel Alemania Occidental 4:16,17                                                   | Tonka Petrova Bulgaria 4:17,20                                                         | Iris Claus República Democrática Alemana 4:21,49                                                |
| 60 m vallas (10.03)       | Anneliese Ehrhardt República Democrática Alemana 8,02                                      | Valeria Bufanu · Rumania · 8,16                                                        | Teresa Nowak · Polonia · 8,23                                                                   |
| Salto de altura (11.03)   | Yordanka Blagoyeva Bulgaria 1,92 m                                                         | Rita Gildemeister República Democrática Alemana 1,86 m                                 | Milada Karbanová Checoslovaquia 1,86 m                                                          |
| Salto de longitud (10.03) | Diana Yorgova Bulgaria 6,45                                                                | Jarmila Nygrýnová Checoslovaquia 6,30                                                  | Mirosława Sarna · Polonia · 6,15                                                                |
| Peso (10.03)              | Helena Fibingerová Checoslovaquia 19,08                                                    | Ludwika Chewińska · Polonia · 18,29                                                    | Antonina Ivanova Unión Soviética 18,25                                                          |
| 4 x 1 vuelta (10.03)      | Alemania Occidental 1:21,15 Christiane Krause Annegret Richter Ingeborg Helten Rita Wilden | Austria · 1:23,33 · Brigitte Haest · Christa Kepplinger · Carmen Mahr · Karoline Käfer | —                                                                                               |
| 4 x 2 vueltas (11.03)     | Alemania Occidental 3:10,85 Dagmar Jost Erika Weinstein Annelie Wilden Gisela Ellenberger  | Francia 3:11,20 Colette Besson Chantal Jouvhomme Chantal Leclerc Nicole Duclos         | Polonia · 3:11,65 · Danuta Manowiecka · Marta Skrzypińska · Krystyna Kacperczyk · Danuta Piecyk |

## Medallero
| Núm. | País           | Oro | Plata | Bronce | Total |
| ---- | -------------- | --- | ----- | ------ | ----- |
| 1    | RFA            | 6   | 2     | 0      | 8     |
| 2    | Bulgaria       | 3   | 1     | 0      | 4     |
| 3    | RDA            | 2   | 9     | 4      | 15    |
| 4    | Polonia        | 2   | 3     | 7      | 12    |
| 5    | Checoslovaquia | 2   | 3     | 3      | 8     |
| 6    | Francia        | 2   | 1     | 2      | 5     |
| 7    | Bélgica        | 1   | 2     | 0      | 3     |
| 8    | Rumania        | 1   | 1     | 0      | 2     |
| 9    | Hungría        | 1   | 0     | 0      | 1     |
| 9    | Italia         | 1   | 0     | 0      | 1     |
| 9    | Reino Unido    | 1   | 0     | 0      | 1     |
| 9    | Yugoslavia     | 1   | 0     | 0      | 1     |
| 13   | Austria        | 0   | 1     | 0      | 1     |
| 14   | Finlandia      | 0   | 0     | 2      | 2     |
| 14   | URSS           | 0   | 0     | 2      | 2     |
| 16   | Grecia         | 0   | 0     | 1      | 1     |
|      | TOTAL          | 23  | 23    | 21     | 67    |